# Liste der Kulturdenkmale in Pütscheid
In der Liste der Kulturdenkmale in Pütscheid sind alle Kulturdenkmale der luxemburgischen Gemeinde Pütscheid aufgeführt (Stand: 15. Juli 2025).

## Kulturdenkmale nach Ortsteil

### Bivels
| Bild           | Bezeichnung       | Lage               | Beschreibung | Stufe | Eingetragen seit |
| -------------- | ----------------- | ------------------ | ------------ | ----- | ---------------- |
| Weitere Bilder | Kirche Sacré-Cœur | rue du Lac (Karte) |              | PCN   | 22. Februar 2023 |

### Gralingen
| Bild           | Bezeichnung       | Lage                       | Beschreibung | Stufe | Eingetragen seit |
| -------------- | ----------------- | -------------------------- | ------------ | ----- | ---------------- |
| Bauernhof      | Bauernhof         | 17, rue Principale (Karte) |              | PCN   | 10. Februar 2017 |
| Weitere Bilder | Kirche St-Lambert | rue Principale (Karte)     |              | PCN   | 28. Oktober 2022 |

### Merscheid
| Bild           | Bezeichnung                     | Lage                  | Beschreibung | Stufe | Eingetragen seit |
| -------------- | ------------------------------- | --------------------- | ------------ | ----- | ---------------- |
| Weitere Bilder | Kirche St-Hubert mit Wegkreuzen | (Karte)               |              | PCN   | 29. März 2023    |
|                | Kapelle                         | rue de Weiler (Karte) |              | PCN   | 14. April 2025   |

### Nachtmanderscheid
| Bild               | Bezeichnung        | Lage                | Beschreibung | Stufe | Eingetragen seit |
| ------------------ | ------------------ | ------------------- | ------------ | ----- | ---------------- |
| Linde              | Linde              | op d’Hei (Karte)    |              | PCN   | 23. März 1990    |
| ehemalige Schule   | ehemalige Schule   | 2, am Duerf (Karte) |              | PCN   | 28. Februar 2011 |
| ehemalige Molkerei | ehemalige Molkerei | 3, am Duerf (Karte) |              | PCN   | 28. Februar 2011 |
| Weitere Bilder     | Kapelle St-Michel  | am Duerf (Karte)    |              | PCN   | 13. April 2012   |

### Pütscheid
| Bild                 | Bezeichnung          | Lage                      | Beschreibung | Stufe | Eingetragen seit |
| -------------------- | -------------------- | ------------------------- | ------------ | ----- | ---------------- |
| Weitere Bilder       | Linde                | um Haff (Karte)           |              | PCN   | 23. März 1990    |
|                      | Bauernhof            | 10, Veinerstrooss (Karte) |              | PCN   | 1. August 2022   |
| Weitere Bilder       | Kapelle St-Albin     | (Karte)                   |              | PCN   | 29. März 2023    |
| ehemaliger Bauernhof | ehemaliger Bauernhof | 6, Haaptstrooss (Karte)   |              | IS    | 14. Juli 2017    |

### Stolzemburg
| Bild           | Bezeichnung      | Lage                                | Beschreibung | Stufe | Eingetragen seit  |
| -------------- | ---------------- | ----------------------------------- | --- | ----- | ----------------- |
| Weitere Bilder | Burg Stolzemburg | rue de Putscheid/Buergknapp (Karte) | Das genaue Erbauungsdatum der Burg ist unbekannt. Im 12. Jahrhundert entstand im Tal oberhalb der Our ein Wehrturm zur Überwachung der Handelsroute durch das Tal. Erstmals erwähnt wird die Burg im Jahr 1315. Zerstört wurde diese 1454 von Antoine I. de Croÿ. Nach dem Wiederaufbau wurde die Burg wiederaufgebaut, im Jahr 1679 aber erneut von den Truppen Ludwigs XIV. zerstört. Im Jahr 1898 wurde auf den Fundamenten der Burg ein schlossähnliches Landhaus errichtet, das sich heute in Privatbesitz befindet. Seit 2007 werden Ausgrabungen durchgeführt, um die Fundamente der ehemaligen Burg vollständig freizulegen. | PCN   | 26. Oktober 2001  |
| Weitere Bilder | alte Kupfermine  | rue Principale (Karte)              | Vermutlich wurde schon in gallorömischer Zeit Kupfer in Pütscheid abgebaut. Die erste schriftliche Erwähnung des Bergwerks stammt aus dem Jahr 1717, die erste beurkundete Konzession wurde 1749 an Franz Eduard Anton, Freiherr von Stolzemburg, vergeben. Im 19. Jahrhundert wurde der Abbau unter niederländischer Regierung forciert. Ab 1853 versuchte Joseph Francotte den Abbau fortzusetzen. Er suchte in der Umgebung nach weiteren Kupfererzvorkommen, gründete das Unternehmen Société des Mines de Stolzembourg und erwarb erweiterte Abbaurechte. Bis zur Einstellung des Bergbaus im Jahr 1864 war die Grube 58 m tief und es wurde ein Stollen von insgesamt 800 m gegraben worden. Ab 1882 begann die Phase des industriellen Abbaus mit Dampfmaschinen. Die Teufe wurde auf bis zu 210 m vorangetrieben und mehrere Stollen ausgeführt. Während der deutschen Besetzung im Zweiten Weltkrieg wurde Kupfer für die deutsche Rüstungsindustrie abgebaut, doch die Ardennenoffensive 1944 setzte dem ein Ende. Die Grube wurde geschlossen, da sie nie rentabel war. Um das Jahr 2000 wurden die oberen drei Stockwerke leergepumpt und für Besichtigungen hergerichtet. | PCN   | 1. Juni 2018      |
| Weitere Bilder | alte Kupfermine  | (Karte)                             | | PCN   | 6. September 2018 |
|                | Gebäude          | 22, rue Principale (Karte)          | | PCN   | 25. Februar 2022  |
| Weitere Bilder | Kirche St-Odon   | rue Principale (Karte)              | | PCN   | 28. Oktober 2022  |

### Weiler
| Bild           | Bezeichnung       | Lage                   | Beschreibung | Stufe | Eingetragen seit |
| -------------- | ----------------- | ---------------------- | ------------ | ----- | ---------------- |
| Weitere Bilder | Kirche St-Nicolas | rue Principale (Karte) |              | PCN   | 28. Oktober 2022 |

Legende: PCN – Immeubles et objets bénéficiant des effets de classement comme patrimoine culturel national; IS – Immeubles et objets inscrits à l’inventaire supplémentaire

## Quelle
- Liste des immeubles et objets beneficiant d’une protection nationales, Nationales Institut für das gebaute Erbe, Fassung vom 12. September 2022, S. 100 f. (PDF)

- Karte mit allen Koordinaten:
- OSM |
- WikiMap

Bad Mondorf |
Bartringen |
Bauschleiden |
Bech |
Beckerich |
Befort |
Berdorf |
Bettemburg |
Bettendorf |
Betzdorf |
Bissen |
Biwer |
Burscheid |
Bous-Waldbredimus |
Clerf |
Colmar-Berg |
Consdorf |
Contern |
Dalheim |
Diekirch |
Differdingen |
Dippach |
Düdelingen |
Echternach |
Ell |
Ernztalgemeinde |
Erpeldingen an der Sauer |
Esch an der Alzette |
Esch an der Sauer |
Ettelbrück |
Fels |
Feulen |
Fischbach |
Flaxweiler |
Frisingen |
Garnich |
Goesdorf |
Grevenmacher |
Grosbous-Wahl |
Habscht |
Heffingen |
Helperknapp |
Hesperingen |
Junglinster |
Käerjeng |
Kayl |
Kehlen |
Kiischpelt |
Koerich |
Kopstal |
Lenningen |
Leudelingen |
Lintgen |
Lorentzweiler |
Luxemburg |
Mamer |
Manternach |
Mersch |
Mertert |
Mertzig |
Monnerich |
Niederanven |
Nommern |
Parc Hosingen |
Petingen |
Préizerdaul |
Pütscheid |
Rambruch |
Reckingen/Mess |
Redingen/Attert |
Reisdorf |
Remich |
Roeser |
Rosport-Mompach |
Rümelingen |
Saeul |
Sandweiler |
Sassenheim |
Schengen |
Schieren |
Schifflingen |
Schüttringen |
Stadtbredimus |
Stauseegemeinde |
Steinfort |
Steinsel |
Strassen |
Tandel |
Ulflingen |
Useldingen |
Vianden |
Vichten |
Waldbillig |
Walferdingen |
Weiler zum Turm |
Weiswampach |
Wiltz |
Winseler |
Wintger |
Wormeldingen